# Vales (Valpaços)
Vales é uma povoação portuguesa sede da Freguesia de Vales do Município de Valpaços, freguesia com 22,26 km2 de área e 191 habitantes (censo de 2021), tendo, por isso, uma densidade populacional de 8,6 hab./km².

## História
Situada no extremo sul do município, abrigada nas faldas da serra de Santa Comba, esta antiquíssima paróquia dos Vales tem por orago S. Nicolau e tem uma única aldeia anexa: a povoação de Zebras. Todas as indicações históricas desta freguesia nos séculos XII e XIII, levam à conclusão que o seu povoamento é muito anterior à Nacionalidade. Parece que estava abrangido pela sua área o cume da ramificação da Serra de Vilarelho, conhecido por “Monte Orelhão”.
A sua designação é antiquíssima, pois que, se não ascende à época romana é, pelo menos, da Reconquista Cristã (séculos IX e X).
A atual freguesia dos Vales corresponde à velha paróquia de Santa Comba de Orelhão, depois do século XIV mudada para S. Nicolau dos Vales, com simples alteração de oragos.
O território dos Vales de Orelhão fora reivindicado pelo prócer Bragançano e também pelo Arcebispo de Braga, D. João Peculiar, mas não há certeza de que esta “villa” fosse, como a Igreja, da Sé Bracarense.
Nas Inquirições de 1258 dizia-se que “ a Igreja de Santa Comba do Monte Orelhão e a villa de Zebras e de Vales foram de el-rei”. Não houve qualquer referência à albergaria de Santa Comba, ou melhor, à Igreja de S. Nicolau, por estar adstrita a uma instituição com que nada tinha a coroa – a albergaria. Nos fins do reinado de D. Dinis, para melhor prova, a paróquia já se dizia de “Orelhão” ou dos “Vales” indistintamente, embora o orago continuasse a ser Santa Comba.
Mais tarde, talvez por ruína da antiga Igreja desta Santa, a paróquia passou para a Igreja de S. Nicolau, cuja freguesia (Vales) foi sempre padroado de mitra.
Há, pois, todas as provas da antiguidade do povoamento local no monte Orelhão. Supõe-se que terá existido um castro cujos cultos foram, antes da Nacionalidade, substituídos pelo de Santa Comba, tendo sido aí edificada uma Igreja.
A situação e a decrepitude levaram à transferência da Igreja para a de S. Nicolau, que ficava mais acessível.
Pela ligação medieva às terras, a freguesia dos Vales foi do concelho de Montenegro, até à extinção dele, em 31 de Dezembro de 1853, data em que passou para o de Valpaços. Em 26 de Setembro de 1896, foi anexada ao de Murça, voltando ao de Valpaços, em 13 de Janeiro de 1898.
Apesar de se situar mais sul do que muitas das povoações do concelho, na já nitidamente considerada Terra Quente, Vales e Zebras apresentam um clima frio e áspero,
Esta freguesia orgulha-se de ser cenário de uma das mais belas lendas da história da literatura portuguesa: a Lenda de Santa Comba dos Vales.

## Demografia
A população registada nos censos foi:
| Distribuição da População por Grupos Etários | Distribuição da População por Grupos Etários | Distribuição da População por Grupos Etários | Distribuição da População por Grupos Etários | Distribuição da População por Grupos Etários |
| -------------------------------------------- | -------------------------------------------- | -------------------------------------------- | -------------------------------------------- | -------------------------------------------- |
| Ano                                          | 0-14 Anos                                    | 15-24 Anos                                   | 25-64 Anos                                   | > 65 Anos                                    |
| 2001                                         | 29                                           | 48                                           | 165                                          | 95                                           |
| 2011                                         | 15                                           | 23                                           | 126                                          | 93                                           |
| 2021                                         | 3                                            | 6                                            | 66                                           | 116                                          |